# HAT-P-7b

Veranschaulichung zur Helligkeitskurve, welche durch den Planeten HAT-P-7b hervorgerufen wird. Deutlich erkennbar der Transit, als erster großer Helligkeitsabfall. Der zweite, kleinere Helligkeitsabfall wird dadurch verursacht, dass der Planet verdeckt wird.

HAT-P-7b ist ein Exoplanet, der den Hauptreihenstern HAT-P-7 alle 2,205 Tage umkreist. Aufgrund seiner hohen Masse wird angenommen, dass es sich um einen Gasplaneten handelt.

## Geschichte
Der Planet wurde durch das HATNet Project im Jahr 2008 mit der Transitmethode entdeckt. Da sich sein Stern innerhalb des vom Kepler-Weltraumteleskop beobachteten Himmelausschnitts im Sternbild Schwan befindet, konnte seine Existenz bestätigt und seine Parameter mit besserer Genauigkeit vermessen werden.

## Eigenschaften
Der Planet umkreist seinen Stern in einer Entfernung von ca. 0,0377 Astronomischen Einheiten (ca. 5,6 Millionen Kilometer) und hat eine Masse von ca. 564,6 Erdmassen bzw. 1,776 Jupitermassen. Sein Radius entspricht ca. 1,45 Jupiterradien bzw. 16 Erdradien.
Er besitzt durch seine extreme Nähe zu dem Stern eine Gleichgewichtstemperatur von 2733K.